# Saltvattenakvarium

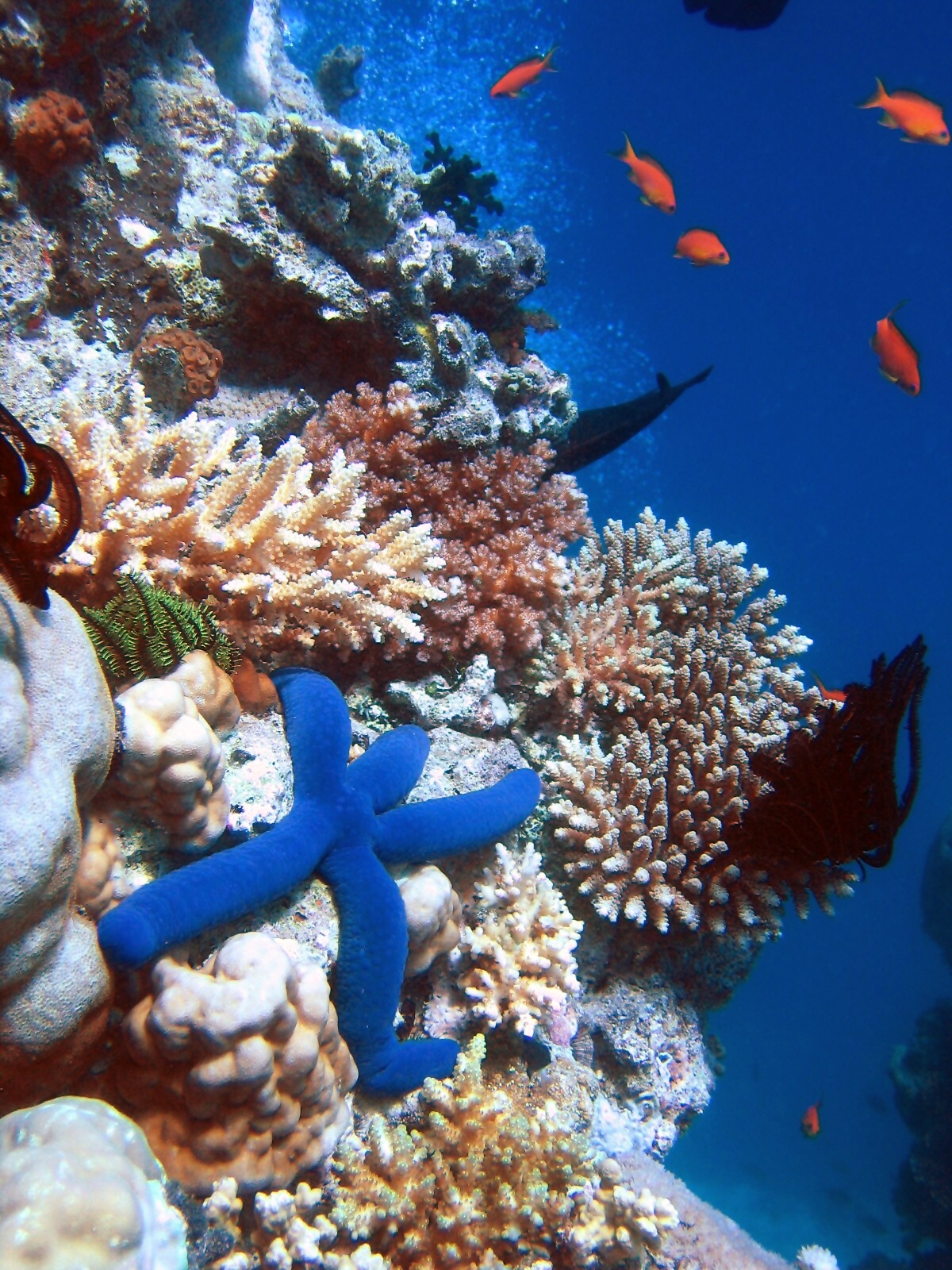
Korallreven är den populäraste miljön att försöka återskapa i saltvattensakvariet.

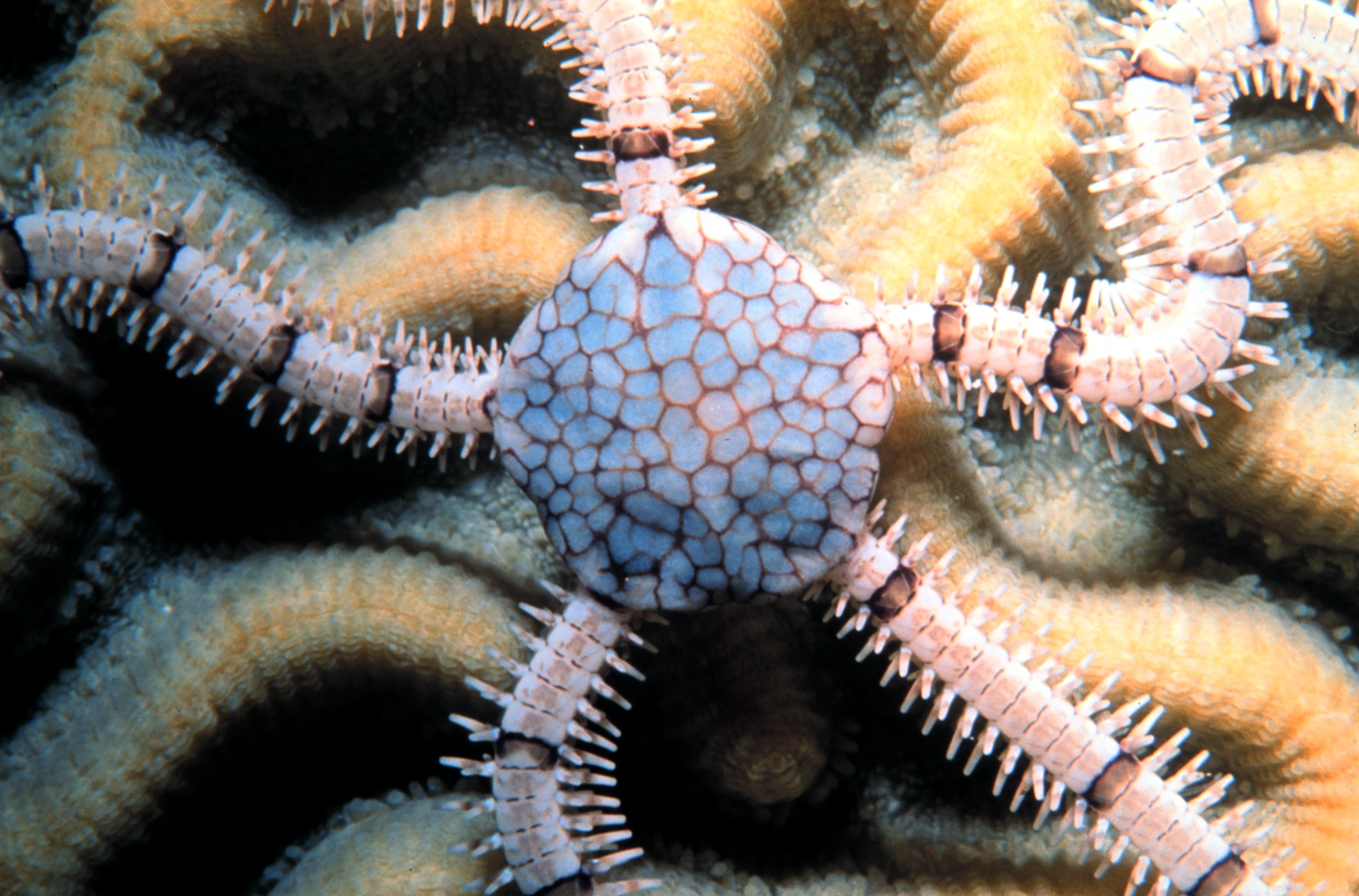
Ormstjärna, en vanlig invånare i akvariet.

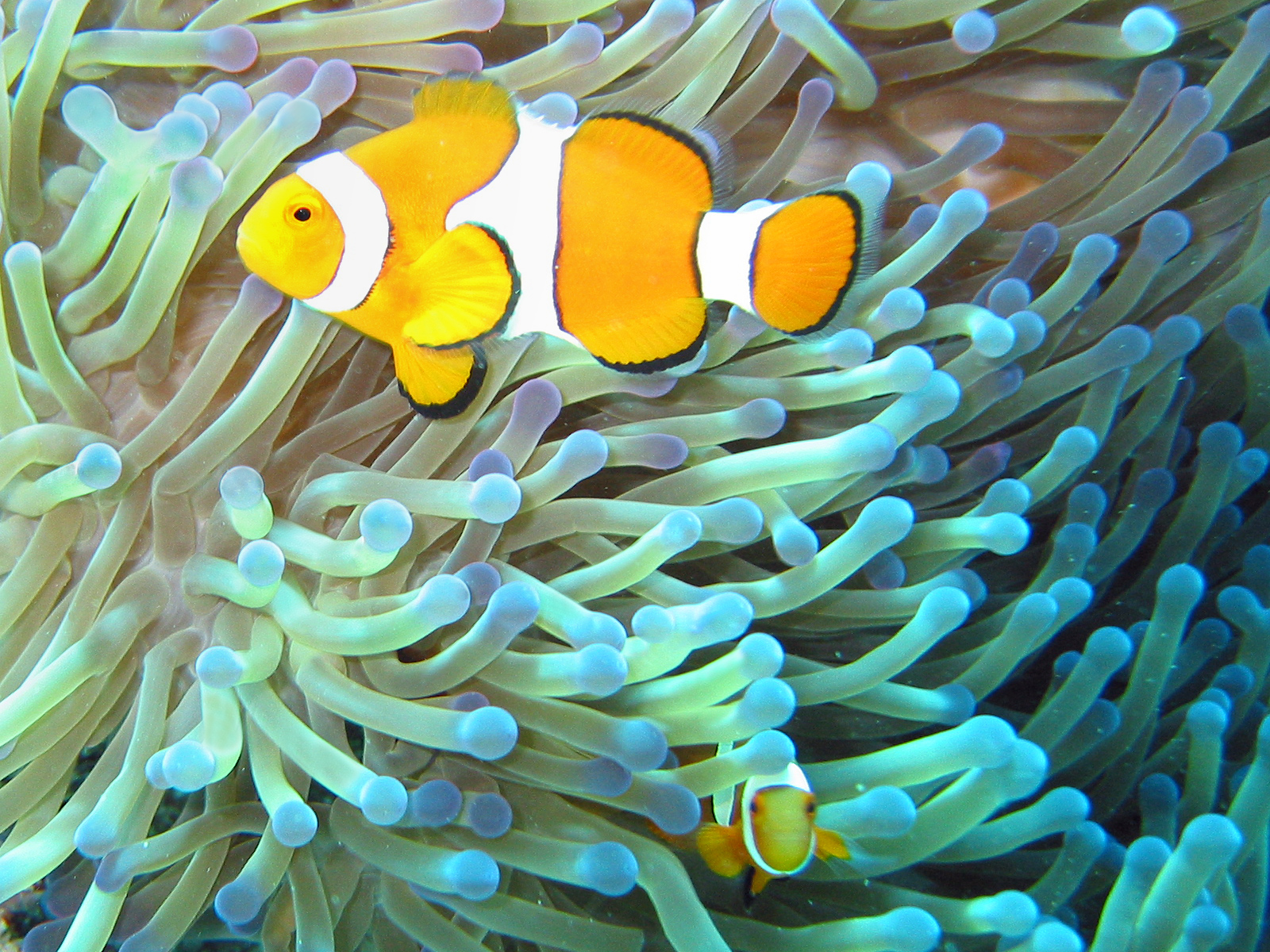
Clownfisken kan födas upp i fångenskap och är en populär fisk i akvariet.

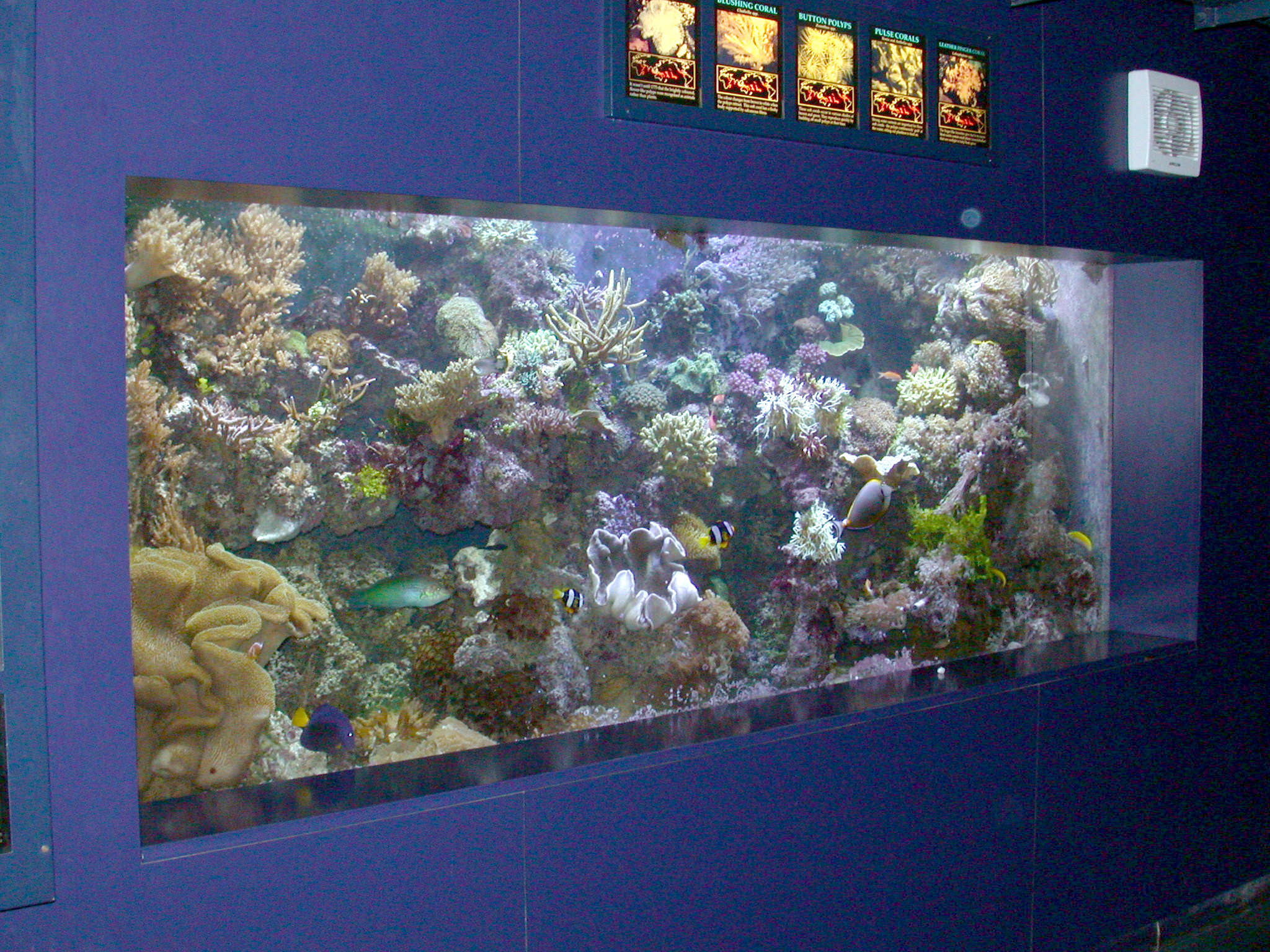
Ett saltvattenakvarium på akvariet i London.

Ett saltvattenakvarium består av ett akvarium som bör vara på minst 100-200 liter för att få en stabil miljö. När man talar om hemakvarium dagligdags så är det för det mesta sötvattensakvarium man talar om. Saltvattensakvarium har historiskt sett varit svårare att sköta och med dyrare utrustning och innehåll. Detta har ändrat sig något på senare tid med bättre teknik och metoder, men det är fortfarande för det mesta dyrare att ha än ett sötvattensakvarium. Den vanligaste biotopen man försöker att återskapa i ett saltvattensakvarium är den vid korallreven med färggranna fiskar, koraller och anemoner mm.

## Att skapa ett saltvattenakvarium
För att få vanligt vatten/kranvatten att bli saltvatten blandar man i ett speciellt salt som innehåller spårämnen som natrium, kalcium, klor, sulfat, brom, fluor, bor, magnesium, kalium och strontium. Man blandar ungefär 4 deciliter av detta salt per 10 liter vatten. Många använder sig av renat vatten; ofta renat med omvänd osmos för att saltvattnet ska hålla så hög kvalitet som möjligt.
Beroende på saltets kvalitet kan detta vatten till en början vara grumligt för att efter ett par dagar klarna och har då ett pH-värde på något över 8. Efter ett par dagar lägger man i sk. levande sten som är stenar som handplockats på havsbotten i till exempel Indiska oceanen. Dessa stenar skall vara svarta inuti då de innehåller aeroba och anaeroba bakterier. När man först lägger dem i akvarievattnet kan vattenkvaliten bli dålig på grund av döende organismer på stenarna, vilket kan leda till höga nitrit- och nitratvärden.  
I uppstartsfasen av ett saltvattensakvarium får man ofta en algblomning, dvs krafitg växt av alger som sedan sakta avtar då akvariet har fått en god balans. Bakterierna i den levande stenen renar vattnet och skapar balans i systemet. I akvariet kan sedan levande koraller, mollusker och saltvattenfiskar leva.
För att rena vattnet när det är i akvariet så används ofta en proteinskummare som avlägsnar proteiner och andra skadliga ämnen från vattnet. Dessa proteiner lägger sig som en olja på vattenytan så akvariet bör ha ytavrinning ner i en sk. sump; ett ofta mindre akvarium under visningsakvariet där rening sker. Akvariet måste tillföras extra kalcium regelbundet om man har koraller i det.  Proteinskummaren är nära på ett måste, men det finns andra system för att rena eller förbättra kvalitén på vattnet ytterligere som man kan använda. Exempel är fosfatreaktor som avlägsnar skadliga fosfater från vattnet, filtrering genom aktivt kol, kalciumreaktor för att tillsätta kalcium och uv-filter. För att skapa en sådan bra vattenmiljö som möjligt är det fördelaktigt att använda PVC-rör och kopplingar. PVC är klassificerat för livsmedel och utgör ett bra alternativ till akvaristik som ställer höga krav på vatten kavlitet. För estetik kan transparent PVC användas.